# Dinamica elicopterului
Dinamica elicopterului este un domeniu al ingineriei aerospațiale referitor la aspectele teoretice si practice ale zborului elicopterului. Scopul ei este deducerea expresiilor forțelor și momentelor care acționeaza asupra elicopterului in timpul zborului.